# Hans Musch
Hans Musch (* 20. Januar 1935 in Sankt Leonhard bei Leutkirch im Allgäu; † 8. März 2023 in Freiburg im Breisgau) war ein deutscher Organist, Musikwissenschaftler und Hochschullehrer.

## Leben
Sein Studium der Fächer Schulmusik, Katholische Kirchenmusik, Dirigieren, Musikwissenschaft, Klassische Philologie und Romanistik führte Hans Musch nach Freiburg, Rom und München. Im Jahr 1967 wurde er von Hans Heinrich Eggebrecht mit einer Arbeit über Costanzo Festa als Madrigalkomponist komponiert. An der Staatlichen Hochschule für Musik Freiburg wirkte er ab 1966 im Rahmen eines Lehrauftrags für Orgel, ab 1970 als hauptberuflicher Hochschullehrer und ab 1980 bis zum Jahr 2000 als Professor.
Als Mitglied der Konferenz der Leiter katholischer Ausbildungsstätten, deren Vorsitzender er von 1981 bis 1985 war, gab er 1975 das zweibändige Lehrwerk Musik im Gottesdienst heraus.
Musch leitete die internationale Orgeltagung der Gesellschaft der Orgelfreunde Orgelkunst am Oberrhein, die im Jahr 1989 stattfand. Daneben war er als Erzbischöflicher Orgelinspektor tätig.
Als Organist konzertierte Musch in zahlreichen Ländern Europas und in den USA.
Zu seinen Schülern gehörten Stephan Rommelspacher und Egidius Doll.

## Werk

### Schriften
Hauptsächlich beschäftigte sich Musch in seinen Veröffentlichungen mit der Geschichte der Orgel- und Kirchenmusik.
- Costanzo Festa als Madrigalkomponist, Baden-Baden 1977, ISBN 3-87320-561-0
- Die Orgel von Matthäus Abbrederis 1690/91 in Neu St. Johann, Näfels 1993
- Musik im Gottesdienst, hg. v. Hans Musch, 2 Bde., Regensburg 1975, ISBN 3-7649-2114-5
- Musik am Oberrhein, hg. v. Hans Musch, Kassel 1993, ISBN 3-7649-2415-2

Zahlreiche Zeitschriftenartikel, s. Bibliographie 1972-1998, in: Musicus doctus. Festschrift für Hans Musch, hg. v. Kay Johannsen, Freiburg 2000, S. 174–191.

### Tondokumente
- Charles-Marie Widor: 5. Sinfonie, César Franck: Choral Nr. 3 + Cantabile H-Dur (1977)
- Englische Orgelmusik des 18. Jahrhunderts (1977)
- Orgelmusik in St. Alban Bad Krozingen (1984)
- Charles-Marie Widor: 5. Sinfonie (1990)
- Die Choralfantasie (1980, 1990)
- Weihnachten in Freiburg (1997)
- Berühmte Orgelwerke (2000)
- Die rekonstruierte Johann-Andreas-Silbermann-Orgel in der Benediktinerkirche Villingen (2002)